# Chitose (schip, 1938)

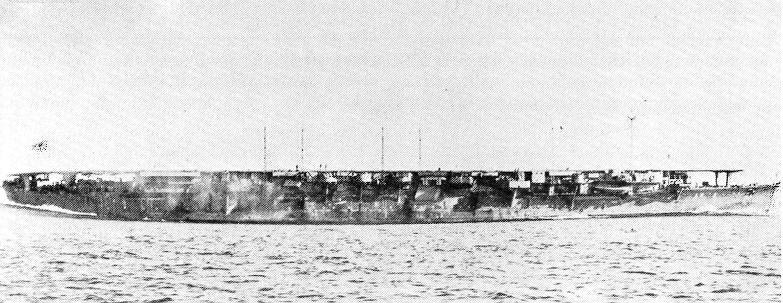
De Chitose

De Chitose (Japans: 千歳) was een licht vliegdekschip van de Keizerlijke Japanse Marine tijdens de Tweede Wereldoorlog en vooral in de Pacifische oorlog. Dit schip dient men niet te verwarren met de vroegere Japanse kruiser Chitose. Oorspronkelijk werd ze ontworpen als transportschip voor watervliegtuigen in 1934 op de scheepswerf van Kure, Japan. Het vrachtschip ondersteunde aanvankelijk verkenningswatervliegtuigen van het type Kawanishi E7K Type 94 "Alf", en de Nakajima E8N Type 95 "Dave". De codenamen werden door de geallieerden bedacht.

## Geschiedenis
Alhoewel het was afgedaan als watervliegtuigtransportschip, speculeerde men dat de "Chitose" ook eventueel de Type A dwergonderzeeërs zou kunnen transporteren; echter alleen haar zusterschip de "Chiyoda" beschikte over deze mogelijkheid. De "Chitose" ondernam verscheidene gevechtsacties en nam deel in de Slag bij Midway, ofschoon ze niet rechtstreeks aan de gevechten deelnam. De vijand kreeg ze niet te zien.
Ze werd zwaar beschadigd bij Davao nabij de Filipijnen op 4 januari 1942. Ze dekte de Japanse landingen op Oost-Indië en Gilberteilanden in januari 1942 en liep schade op in de Oostelijke Salomonseilanden in augustus 1942.
Toen de Japanners zich bewust werden van het nut van vliegdekschepen werd de "Chitose" omgebouwd tot een licht vliegdekschip op de Marinewerf van Sasebo, Japan in 1943.
Het omgebouwde schip werd terug in dienst gesteld op 1 januari 1944 als CVL en werd ingedeeld bij de Carrier Division 3-groep.

## Haar einde in de strijd
Beide lichte vliegdekschepen, de "Chiyoda" en "Chitose" werden tot zinken gebracht tijdens de Slag in de Golf van Leyte.
Overeenstemmend met het plan voor de "Sho-ichi-go"-operatie, werden beide Japanse vliegdekschepen vernietigd tijdens een poging om de hoofdmacht van de Amerikaanse vloot weg te lokken van de invasiestranden op de Filipijnen.
Beide Japanse vliegdekschepen werden opgeofferd ten gunste van de Japanse hoofdmachtvloot van slagschepen en kruisers. Ze dienden als lokaas. De "Chitose" werd tot zinken gebracht door torpedotreffers, tijdens de eerste luchtaanval door bommenwerpers van vliegdekschepen van Task Force 38 van de Amerikaanse carrier USS Essex (CV-9) in de buurt van Kaap Engaño.
Op 25 oktober 1944 om 08.35u kreeg de "Chitose" drie torpedo-, of nabijtreffers van bommen aan haar bakboordzijde, net voor vliegtuiglift 1. De inslagen moeten een groot gat geslagen hebben in haar bakboordzijde, want de ketelruimten 2 en 4 liepen vol water, hetgeen een slagzij van 27° en een roerblokkering veroorzaakte. De slagzij werd teruggebracht tot 15° door te pompen, maar om 08.55u ging het schip, door verder binnenstromend zeewater terug naar 20° slagzij. Rond diezelfde tijd liep de stuurboordmachinekamer onder water en haalde de "Chitose" nog 14 knopen.
De bakboordmachinekamer liep om 09.25u eveneens onder water. Toen lag de "Chitose" stil met een slagzij van 30°. Om 09.37u lag ze op positie 19°20' N. en 126°20' O. Toen kapseisde ze over haar bakboordzijde, met haar voorsteven eerst naar onder, met verlies van honderden manschappen.
De Japanse lichte kruiser "Isuzu" redde 480 man en de torpedojager "Shimotsuki" 121 manschappen. Dezelfde dag werd de "Zuiho" eveneens vernietigd.

## Bevelhebbers

### Als CVS
- Chef Uitrusting Officier - Kapt. Masamichi Ikeguchi - 1 maart 1937 - 25 juli 1938
- Kapt. Masamichi Ikeguchi - 25 juli 1938 - 15 december 1938
- Kapt. Seiji Mizui - 15 december 1938 - 15 november 1939
- Kapt. Masao Nihida - 15 november 1939 - 3 juni 1940
- Kapt. Tameki Notomo - 3 juni 1940 - 15 oktober 1940
- Kapt. Raizo Tanaka - 15 oktober 1940 - 15 november 1940
- Kapt. Chikao Yamamoto - 15 november 1940 - 20 augustus 1941
- Kapt. Tamotsy Furukawa - 20 augustus 1941 - 25 november 1942
- Kapt. Seigo Sasaki - 25 november 1942 - 26 januari 1943

### Als CVL
- Kapt. Seigo Sasaki - 26 januari 1943 - 14 april 1943
- Kapt. Tsutau Araki - 14 april 1943 - 1 juli 1943
- Kapt. Yoshio Kobara - 1 juli 1943 - 4 augustus 1943
- Kapt. Yoshio Miura - 4 augustus 1943 - 7 april 1944
- Kapt./RADM - Yoshiyuki Kishi - 7 april 1944 - 25 oktober 1944 (gesneuveld) - (Haar einde)

## Chitose
- Klasse en type: Chitose-klasse en licht vliegdekschip
- Gebouwd: 26 november 1934
- Te water gelaten: 29 november 1936 (Als watervliegtuigtransportschip)
- In dienst gesteld: 25 juli 1938
- Omgevormd: 1942 tot 1944
- Omgebouwd tot vliegdekschip: 1 januari 1944
- Gezonken: Tot zinken gebracht in de Slag in de Golf van Leyte op 25 oktober 1944.

### Technische gegevens
- Waterverplaatsing: 11.200 ton (standaard) - 15.300 ton (beladen)
- Lengte: 192,50 m
- Breedte: 20,80 m
- Diepgang: 7,50 m
- Vermogen: 2 schakelturbines - 2 stoomturbines - 2 schachten - 56.800 pk
- Snelheid: 28,90 knopen (53,50 km/h)
- Bemanning: 800 manschappen

### Bewapening
- 8 x 127-mm kanonnen
- 30-48 (in 1944) x 25-mm snelvuurkanonnen
- VliegtuigBestand:30 vliegtuigen